# Кампо Зазуета (Наволато)
Кампо Зазуета (шп. Campo Zazueta) насеље је у Мексику у савезној држави Синалоа у општини Наволато. Насеље се налази на надморској висини од 10 м.

## Становништво
Према подацима из 2010. године у насељу су живела 2 становника.

### Хронологија
| Година       | 2000            | 2005            | 2010 |
| ------------ | --------------- | --------------- | ---- |
| Становништво | 731 (421 / 310) | 438 (245 / 193) | 2    |

### Попис
| # | Индикатор                     | Вредност |
| - | ----------------------------- | -------- |
| 1 | Укупно домаћинстава           | 140      |
| 2 | Укупно насељених домаћинстава | 1        |
| 3 | Величина локације             | 1        |